# VLT de Sobral
O VLT de Sobral é um sistema de transporte público em formato de VLT (Veiculo Leve sobre Trilhos), movido a diesel, que atua na cidade cearense de Sobral, na região Nordeste do Brasil.
O sistema é operado pela Companhia Cearense de Transportes Metropolitanos, uma empresa de economia mista com controle majoritário do Governo do Estado do Ceará. Fundada em 2 de maio de 1997, a empresa é responsável pela administração, construção e planejamento metroviário no estado do Ceará, administrando seis linhas de transporte público nas três regiões de maior atividade do estado (Região Metropolitana do Cariri, Região Metropolitana de Fortaleza e Região Metropolitana de Sobral). A companhia tem sob sua responsabilidade, em todo o estado, 62 estações, distribuídas em 84,3 quilômetros de vias férreas, constituindo a maior infraestrutura metroviária administrada por uma companhia do Nordeste, atendendo mais de 56 mil pessoais todos os dias, nas cidades de Fortaleza, Caucaia, Maracanaú, Pacatuba, Sobral, Juazeiro do Norte e Crato.
A rede do VLT de Sobral é composta por duas linhas, as linhas Norte (Cohab III ↔ Novo Recanto) e Sul (Sumaré ↔ Cohab II), que juntas compõe os 13,9 quilômetros de extensão do serviço, passando por um total de 12 estações.
O VLT de Sobral foi o terceiro sistema a ser inaugurado no Ceará, iniciando suas operações no dia 22 de outubro de 2014, em operação assistida, e com sua operação comercial iniciada no dia 28 de dezembro de 2016.
Atualmente são transportadas aproximadamente 4,8 mil passageiros por dia nas duas linhas da cidade.

## Histórico

### Antecedentes
Após a seca de 1877, o governo imperial lança o projeto da Estrada de Ferro de Sobral, com o objetivo de ligação entre o interior do Ceará e o litoral. Após três anos de obras a ferrovia é inaugurada em 1882. Após diversas mudanças de controle acionário, a ferrovia retorna ao controle do estado em 1915. Com a construção de uma nova ferrovia na década de 1950, torna-se um ramal com importância cada vez menor até ser parcialmente desativado em 1977. Os últimos trens de passageiros circularam até meados de 1980, quando foram desativados pela Rede Ferroviária Federal (RFFSA).

### Reativação e implantação
A ferrovia na região de Sobral é utilizada de forma esporádica para o transporte de cargas pela Ferrovia Transnordestina Logística (FTL). Assim, com boa parte da capacidade de transporte ociosa e trechos de ferrovia abandonados, o governo do Ceará estudou a reativação do transporte de passageiros nas regiões do Cariri e de Sobral. Em setembro de 2009 é apresentado o projeto do VLT de Sobral. Após a contratação de estudos de R$ 1,2 milhão junto a empresa MWH Brasil Engenharia e Projetos,  o governo do Ceará adquire 5 veículos do tipo VLT da empresa Bom Sinal. A licitação das obras civis do VLT é realizada entre novembro de 2010 e fevereiro de 2011. Orçada no valor de R$ 43,5 milhões, a licitação previa a contratação de uma empresa que deveria realizar a construção de 11 quilômetros de vias singelas, além de via duplicada na região das estações, e 11 estações.
O projeto previa a construção de 2 linhas, sendo a Norte usando o antigo trecho do Ramal Ferroviário de Camocim e a Sul usando a ferrovia de carga.
Após a abertura das cinco propostas apresentadas, a licitação foi vencida pela empresa Engexata Engenharia Ltda, que ofereceu uma proposta de R$ 38,7 milhões. Uma outra licitação definiu o fornecimento de cinco veículos leves sobre trilhos, tendo sido vencida pela empresa Bom Sinal pelo valor de R$ 23,5 milhões.
As obras implantação do VLT foram iniciadas em 4 de março de 2011, com previsão de conclusão máxima em 18 meses. Após o início das obras, o Ministério Público Estadual do Ceará conseguiu paralisá-las por algum tempo sob a acusação de falta de estudos ambientais para a realização da obra. Em novembro de 2012, o governo do Ceará admitiu o atraso das obras, culpando problemas com desapropriações, e confirmou que apenas 20% dos trabalhos estavam concluídos. A inauguração do sistema foi marcada três vezes durante o ano de 2013, sendo cancelada em todas as ocasiões. Enquanto isso, o orçamento das obras passou dos R$ 54 milhões (2010) para R$ 90 milhões (2014).
Durante a fase de testes do VLT, um dos veículos não conseguiu realizar uma curva, por conta do raio de curva horizontal da ferrovia ser inferior ao realizado pelo veículo. Para corrigir a curva, foram necessárias novas desapropriações.
Após a solução dos problemas encontrados nos projetos e nas desapropriações, e das sucessivas paralisações nas obras, a construção entrou em fase de conclusão em setembro de 2014, cerca de 12 meses atrasadas em relação ao prazo original. A previsão inicial era que, após concluído, o VLT de Sobral transportaria cerca de 5 mil passageiros por dia, sendo integrado com outras 9 linhas de ônibus propostas pelo Sistema Integrado de Transporte Coletivo de Sobral (SITRANS). O SITRANS consistia em um sistema penejado pela prefeitura municipal que unia o VLT ao novos serviço de ônibus urbano do município, sendo o VLT o sistema troncal e linhas de ônibus o serviço alimentador  Segundo estudos da prefeitura realizados na época, o novo Sistema Integrado de Transporte Coletivo de Sobral chegaria a transportar, em 2018, cerca de 8 mil passageiros por dia.

### Inauguração e operação
Após meses de indefinição, o VLT de Sobral foi inaugurado no dia 22 de outubro de 2014, a apenas quatro dias da eleições daquele ano, servindo como plataforma política do candidato da situação ao governo cearense. Nesse período, o sistema funcionou com abertura das estações às 8h e fechamento ao meio-dia, de segunda-feira a sexta-feira, gratuitamente. De acordo com a Companhia Cearense de Transportes Metropolitanos, a fase foi necessária para que a população conhecesse as estações e o percurso das linhas. Nesta fase inicial o VLT de Sobral funcionou com dois trens, um cobrindo a Linha Norte, partindo da estação Cohab III em direção à estação Novo Recanto, o segundo trem cobrindo a Linha Sul, partindo da estação Cohab II em direção à estação Sumaré.
Já no dia 28 de dezembro de 2016 se da inicio a operação comercial do sistema, passando a funcionar de segunda-feira a sábado, das 5h30 às 23h, totalizando quase 18 horas de serviço ofertado, diariamente. Com a nova etapa, o VLT sobralense passou a atender integralmente às necessidades locais, alcançando os horários de pico no início da manhã e no fim da noite. Passaram a ser contempladas as pessoas que precisam chegar cedo às fábricas, comércio, hospitais, escolas e universidades, bem como os cidadãos que precisam se deslocar para casa após o fim do expediente nas repartições. O valor da passagem passou a ser R$ 3 a inteira e R$ 1,50 a meia.
No primeiro dia do mês de fevereiro de 2017 foi anunciado pela Companhia Cearense de Transportes Metropolitanos duas novidade para o sistema sobralense: o sistema de bilhetagem eletrônica e os pacotes de passagens. Com o pacote de passagens, os passageiros passaram a ter descontos progressivos ao comprar mais de uma passagem, de uma só vez. Os descontos passaram a ser aplicados na aquisição de pacotes. Os usuários passaram a optar pelas opções de duas, doze, vinte e seis ou cinquenta e duas passagens. Nesse sistema, o valor da tarifa unitária, ou seja, aquela comprada na unidade ou em quantidade fora dos pacotes ofertados, continuou em R$ 3 a inteira e R$ 1,50 a meia. Caso o passageiro optasse por comprar um dos pacotes ofertados, haveria a aplicação de descontos que poderiam chegar até quase 30% do valor total.
Desde a apresentação do projeto, o VLT de Sobral passou a ser alvo de críticas do Ministério Público do Estado do Ceará, de alguns jornalistas e de parte dos moradores de Sobral a respeito da necessidade de sua construção. Apesar de a demanda local não alcançar o mínimo estimado para a implantação do modal, o governo cearense insistiu na implantação do meio de transporte. Com o inicio da operação comercial, em fevereiro de 2017, os já baixos índices de movimentação apresentaram queda, levando a Companhia Cearense de Transportes Metropolitanos, por meio de convênio assinado com a Prefeitura de Sobral, a reduzir o preço da passagem de R$3,00 para R$1,00 a inteira e de R$1,50 para R$0,50 a meia a partir do dia 19 de setembro de 2017. Desse modo, o sistema contou com uma maior utilização por parte da população. Com a nova tarifa, os pacotes de passagens com descontos deixaram de ser comercializados.
No mesmo ano, a Prefeitura de Sobral elaborou o Plano de Mobilidade Urbana (PlanMob), que resultou, em 2020, na implantação do TranSol (Transporte Urbano de Sobral). O serviço conta atualmente com 8 linhas de ônibus, e uma linha alternativa, com mais de 200 paradas espalhadas pela cidade e dispondo de uma frota com 26 veículos próprios, sendo a maioria micro-ônibus. O TranSol permitiu o acesso de pessoas que moram distantes das estações do VLT ao sistema, incrementando o número de passageiros.
Em 2021 a estação Boulevard do Arco passou por um processo de realocação, sendo remontada a cerca de 50 metros de sua localização anterior. Com essa mudança, foi desfeita a estrutura antiga, que ficava localizada na rotatória da avenida Doutor Guarany, e os novos acessos para embarque e desembarque passaram a ser localizados na Rua Othon de Alencar. A realocação da estação faz parte de um pacote de urbanização do Boulevard do Arco, na região dos bairros Derby e Centro, realizadas por meio de convênio entre Prefeitura de Sobral e Governo do Estado do Ceará.

## Linhas do sistema
O VLT de Sobral conta atualmente com 2 linhas: Norte e Sul. Com extensão total de 13,9 quilômetros, as linhas formam traçados que se tangenciam na Estação Campo dos Velhos, funcionando como estação de integração.

### Linha Norte
A Linha Norte (Cohab III ↔ Novo Recanto), possuí 6,7 quilômetros de extensão e 7 estações, ligando os bairros Junco e Novo Recanto, numa viagem que leva aproximadamente 20 minutos entre as estações terminais.
Seu traçado percorre vias importantes do município, a exemplo das avenidas John Sanford, Ildelfonso de Holanda Cavalcante e José Figueiredo de Paula Pessoa. Durante o seu percurso, a Linha Norte atende diversos equipamentos como o Hospital Regional Norte (HRN), o Instituto Médico Legal (IML) de Sobral, o Parque Pajeú e a Fabrica da Grendene.

#### Tabela de estações da Linha Norte
| Tipo       | Estação          | Inauguração           | Linha(s)              | Passageiros transportados em 2023 |
| ---------- | ---------------- | --------------------- | --------------------- | --------------------------------- |
| Terminal   | Cohab III        | 22 de outubro de 2014 | Linha Norte           | 126.588                           |
| Comum      | José Euclides    | 22 de outubro de 2014 | Linha Norte           | 134.437                           |
| Comum      | Junco            | 22 de outubro de 2014 | Linha Norte           | 70.923                            |
| Integração | Campo dos Velhos | 22 de outubro de 2014 | Linha Norte Linha Sul | 149.132                           |
| Comum      | Alto da Brasilia | 22 de outubro de 2014 | Linha Norte           | 93.748                            |
| Comum      | Grendene         | 22 de outubro de 2014 | Linha Norte           | 76.019                            |
| Terminal   | Novo Recanto     | 22 de outubro de 2014 | Linha Norte           | 42.964                            |

### Linha Sul
A Linha Sul (Sumaré ↔ Cohab II), percorre 7,2 quilômetros, sendo a maior entre as duas linhas em quilômetros de extensão, passando por 6 estações, realizando a ligação entre os bairros Cohab II e Sumaré. A linha surgiu da remodelação do antigo ramal ferroviário da Ferrovia Transnordestina Logística (FTL). Os trens levam aproximadamente 19 minutos para realizar este percurso, incluindo uma parada de cerca de 4 minutos na estação Campo dos Velhos para permitir a integração entre as duas linhas.

#### Tabela de estações da Linha Sul
| Tipo       | Estação           | Inauguração           | Linha(s)              | Passageiros transportados em 2023 |
| ---------- | ----------------- | --------------------- | --------------------- | --------------------------------- |
| Terminal   | Sumaré            | 22 de outubro de 2014 | Linha Sul             | 58.310                            |
| Comum      | Dom José          | 22 de outubro de 2014 | Linha Sul             | 47.819                            |
| Integração | Campo dos Velhos  | 22 de outubro de 2014 | Linha Sul Linha Norte | 149.132                           |
| Comum      | Boulevard do Arco | 22 de outubro de 2014 | Linha Sul             | 182.132                           |
| Comum      | Dom Expedito      | 22 de outubro de 2014 | Linha Sul             | 50.602                            |
| Terminal   | Cohab II          | 22 de outubro de 2014 | Linha Sul             | 94.756                            |

## Operação

### Cartões de acesso
Para os usuários que utilizam o transporte urbano, serão ofertados cartões em quatro modalidades: unitário, múltiplo, estudante e idoso. Para usufruir dos descontos, os usuários terão que adquirir o cartão múltiplo, que poderá ser recarregado com várias passagens, e ficará de posse do próprio passageiro.
O cartão unitário será usado para quem compra apenas uma passagem. Ele será recolhido pela catraca eletrônica, no momento do embarque. Já o cartão de estudante garantirá o direito dos discentes de acesso ao transporte. Por fim, o cartão de idoso será concedido a pessoas com mais de 65 anos, mediante comprovação de idade.
Para estudantes e idosos será necessário cadastramento, sendo o cartão identificado com os dados de seu proprietário. No caso dos cartões múltiplos, o cadastramento será opcional, e servirá para resguardar a proteção dos créditos inserido em caso de perda ou roubo.

## Passageiros transportados
O governo do Ceará estimou que o VLT transportaria 5 mil passageiros por dia após a implantação do sistema. Entre sua inauguração, em outubro de 2014, até 27 de dezembro de 2016, o VLT operou gratuitamente, com crescimento gradual no número de passageiros. Após o início da cobrança de passagens, o número de passageiros transportados diariamente despencou em 2017.
Apesar do investimento no VLT, a prefeitura de Sobral reconheceu mais tarde em seu plano diretor de mobilidade que o transporte não atende aos eixos de deslocamentos da cidade:
"...As principais conclusões relacionadas com os padrões de mobilidade existentes em Sobral são:
...
- ...o VLT não atende as linhas de desejo de viagens existentes na cidade, que são completamente radiais para o centro da cidade...
— Trecho do Capítulo 2.7 (Conclusões) do Plano Diretor de Mobilidade Urbana do município de Sobral (2017), pp. 66
Para incentivar o uso do VLT pela população, o governo do Ceará e a prefeitura de Sobral passaram a subsidiar fortemente a tarifa do sistema. Apesar da demanda triplicar, ela só atingiu a demanda de projeto em 2019, sofrendo queda e uma lenta recuperação nos anos seguintes (com forte impacto na demanda causado em 2020 por conta da Pandemia de COVID-19 no Brasil, quando o VLT ficou com circulação suspensa entre março e agosto de 2020).
| Passageiros transportados por ano |
|                                   |

| Ano             | Passageiros por dia Média dos Dias Úteis (MDU) | Passageiros por ano |
| --------------- | ---------------------------------------------- | ------------------- |
| 2014            | 1 410                                          | 65 106              |
| 2015            | 1 685                                          | 409 817             |
| 2016            | 1 938                                          | 512 984             |
| 2017            | 1 218                                          | 362 352             |
| 2018            | 4 624                                          | 1 356 576           |
| 2019            | 5 620                                          | 1 637 099           |
| 2020            | 3 335                                          | 594 658             |
| 2021            | 2 244                                          | 609 377             |
| 2022            | 3 677                                          | 1 057 364           |
| 2023            | 3 972                                          | 1 127 430           |
| 2024            | 3 923                                          | 1 100 819           |
| Fonte: Metrofor |                                                |                     |